# Chinelle (cours d'eau)
 (février 2017).
 (février 2017).
Si vous disposez d'ouvrages ou d'articles de référence ou si vous connaissez des sites web de qualité traitant du thème abordé ici, merci de compléter l'article en donnant les références utiles à sa vérifiabilité et en les liant à la section « Notes et références ».
La Chinelle est un cours d'eau de l'Entre-Sambre-et-Meuse, en Belgique, affluent de l'Hermeton et faisant donc partie du bassin versant de la Meuse. Elle coule entièrement en province de Namur.

## Parcours
Une demi-douzaine de ruisseaux issus de la forêt domaniale de Florennes sont à l'origine de la Chinelle. Parmi ceux-ci, le ruisseau de Fontaine ou encore le ruisseau du Gros Frâne qui prend sa source au lieu-dit La Croix des Dames à la limite des communes de Florennes et de Philippeville à une altitude 300 m. La Chinelle arrose successivement les villages de Franchimont et de Romedenne (étangs, camping et ancien moulin à eau) avant de rejoindre la rive gauche de l'Hermeton à une altitude 156 m. au lieu-dit Hamelot (réserve naturelle) après un parcours d'une dizaine de kilomètres dans la région naturelle de la Fagne namuroise.